# Шерлок, Элли
Элли Шерлок (англ. Allie Sherlock; имя произносится как Алли; род. 7 апреля 2005, Дуглас, Корк, Ирландия) — ирландская певица, гитаристка, автор песен, начинавшая как уличный музыкант.
Стала знаменитой после того, как кавер с её исполнением «Supermarket Flowers» Эда Ширана стал вирусным на YouTube в июне 2017 года, после чего Элли начали приглашать на телешоу. В итоге, Элли занялась музыкой профессионально.
Обычно выступает на Графтон-стрит в Дублине и выкладывает записи выступлений на своём YouTube-канале.

## Детство
В возрасте 8 лет Элли вместе с отцом начала брать уроки игры на гитаре.
Через год умерла мать девочки Мишель, позже этому моменту Элли посвятила собственные песни: «The Night Before», «Goodbyes» и «Can't Breathe». Став взрослее Элли призналась: «Это было очень печальное время, и каждая годовщина особенно тяжела. Я до сих пор скучаю по ней, но время лечит.. Думаю, она бы гордилась тем, где я сейчас».
Элли решает дать волю своим чувствам с помощью пения. Как сказала Элли на шоу Эллен Дедженерес, она ходила по дому и громко пела, а отец просил её петь «на один уровень ниже».

## Карьера
В британской телепередаче «This Morning» отец рассказал, что петь на улице было идеей дочери, она спросила, может ли она пойти. «Я попросил её выучить 20 песен, чтобы она не смогла это сделать» и отказалась от идеи. Но Элли выучила песни, и отцу пришлось сопровождать её на улицу. «С первого дня она была потрясающей. Люди полюбили её», — заключил отец.
Хотя канал Шерлок на YouTube был создан в конце 2014 года, первые ролики с 11-летней Элли появились в августе 2016 года. С этого времени Элли регулярно выступала на улицах Дублина, а отец записывал и выкладывал видео на youtube-канале.

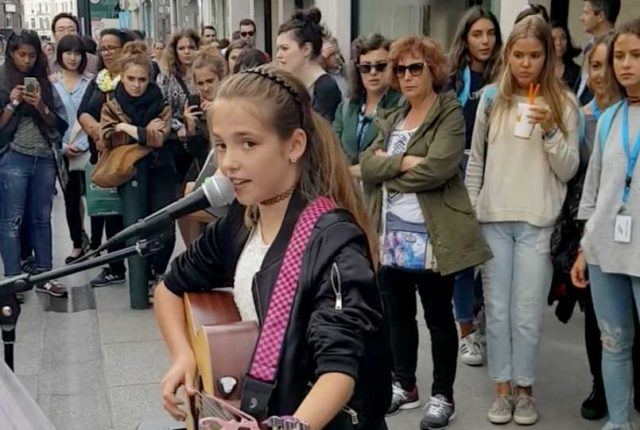
Элли в Дублине в 2016 году

В июне 2017 года, после того, как исполнение кавера «Supermarket Flowers» стало вирусным в интернете, Элли была приглашена на ирландскую телепередачу «Weekend AM», где сказала, что выступает раз в неделю, если позволяет погода, но в среднем примерно раз в 2 недели. Элли сообщила, что сначала перешла из школы для девочек в смешанную школу, поближе к дому отца, а потом из-за буллинга перешла на домашнее обучение: «Это не было физическим, делалось подлее и хитрее и было больше то, как они обращались со мной. Я приходила домой напряженной и буквально обливалась потом от стресса. Папа спрашивал, что не так и почему я себя так чувствую. Он пытался помочь, но когда ничего не изменилось, мы просто решили, что я должна уйти. Когда я перешла на домашнее обучение, то почувствовала себя в безопасности».
О своих выступлениях на улице Элли сказала: «Когда люди останавливаются, я чувствую себя увереннее. Когда толпы нет, я нервничаю, думаю, что у меня плохо получается. Я очень люблю музыку. Я хочу продолжать».
Взрослый и глубокий голос Элли, с отличительной хрипотцой, привлекал прохожих с первых аккордов, а отец записывал каждое уличное выступление дочери, выкладывая на YouTube-канал. За 2 года (к декабрю 2018 года) на канале было уже 1,1 миллион подписчиков со всего мира.
Слава в Интернете принесла Элли в 2017 году приглашение на одно из самых популярных в США ток-шоу Эллен Дедженерес. Однако Элли отклонила предложение, потому что отец посчитал, что она слишком молода, чтобы справиться с таким вниманием СМИ. Он хотел, чтобы Элли сначала получила образование. В 2018 году Элли была приглашена на шоу повторно. К большой радости поклонников Элли приняла предложение и 29 января 2018 года наконец появилась на шоу, где исполнила кавер-версию песни Адель «Million Years Ago», получив овации публики. После шоу Элли назвали «следующей Адель».
В начале 2018 года на ирландском «Шоу Рэя Д'Арси» Элли исполнила песню «Perfect» Эда Ширана и получила в подарок раритетный проигрыватель виниловых пластинок.
В феврале 2018 года Элли подписала пятилетний контракт с Patriot Records, принадлежащей вокалисту One Republic Райану Теддеру. По контракту она должна выпустить не менее трёх альбомов с Теддером. Некоторые фотографии Элли в Instagram предполагают, что она работает с американской поп-звездой Чарли Путом, которого ей представил Теддер. Также Элли часто выступает на таких мероприятиях, как свадьбы.
В декабре 2018 года в интервью газете «Irish Examiner» отец Элли сказал, что проблема отцов-менеджеров подняла голову, но в отличие от других родителей шоу-бизнеса, его внимание сосредоточено не на том, чтобы заставить ребёнка работать, а на сохранении того, что осталось от детства Элли. «Все идет ей на пользу», — сказал он. — «Не будет никаких постоянных гастролей. К нам стучались все музыкальные лейблы, шоу Америка ищет таланты и другое. Но мы ничего не делаем, если это не приносит удовольствия и не вписывается в её жизнь. У неё продюсерский контракт 50 на 50 с Райаном Теддером: я просто думаю, что если бы она сейчас пошла на лейбл, они бы её до смерти уработали. У нас есть контроль над такими вещами, как, например, её желание поехать в тур, или когда выйдет альбом». Элли признала, что пережила период звёздной болезни: «Все говорили, что я потрясающая, а потом у меня появилось эго. Я становилась паршивицей, попадала в неприятности и спорила».
17 апреля 2019 года Шерлок выступила с сольным концертом в Театре Олимпия в Дублине.
Летом 2019 года Пинк в своём твиттер-аккаунте оценила кавер на свою песню: «О, боже мой. Эта девушка просто разбила мне сердце».
В марте 2020 года Элли побывала в европейском турне вместе с группой One Republic, посетив Францию, Германию, Италию, Нидерланды и Великобританию. В интервью журналу "The Irish Sun" Элли сказала: «Это было потрясающе. Первые несколько ночей было непривычно. Я нервничала и была даже не слишком хороша. Я не говорю, что была плохой, просто не привыкла ко всей разговорной части. Мне намного легче петь, чем говорить. Каждую ночь становилось всё легче и легче, вплоть до последней ночи, которая стала моей любимой, в театре Palladium Лондона. Публика была потрясающей».
Весной 2020 года Элли снова должна была выступить в Театре Олимпия Дублина, но концерт был отменён из-за пандемии COVID-19. Вместо этого она давала online-концерты из гостиной своего дома, в конце некоторых трансляций у неё было в общей сложности 128 000 просмотров. «Многие люди спрашивают: "Почему ты до сих пор даёшь уличные выступления, когда в этом нет необходимости", и причина в том, что я люблю уличные выступления. Это то, чем я начала заниматься, и я не хочу останавливаться».
В июне 2020 года Элли выступила с ирландским концертным оркестром RTÉ в рамках заключительного эпизода Home School Hub телекомпании RTÉ.
Также в 2020 году Шерлок стала частью коллектива женщин-артистов под названием «Irish Women in Harmony», который записал версию песни «Dreams» в помощь благотворительной организации по борьбе с домашним насилием.
В июле 2020 года Джастин Бибер раскритиковал Элли под её постом в Instagram за молчание в поддержку Black Lives Matter. Позже в интервью The 6 O'Clock Show Элли сказала, что на самом деле ранее писала о BLM, так как считает тему очень важной, но ей пришлось удалить пост из-за негатива в комментариях. Также она сообщила, что никогда не встречалась с Джастином лично, но они планировали работать вместе.
В январе 2022 года Шерлок была раскритикована в комментариях TikTok за минимальное ограничение в 3 евро, которое она установила на бесконтактных платежах; её обвинили в «жадности» и «дерзости». Увидев критику Элли сообщила, что все собранные на улице суммы она отдаёт музыкантам, аккомпанирующим ей.
Шерлок рассказала о регулярных домогательствах, с которыми ей приходится сталкиваться во время выступлений на Графтон-стрит: «Всегда есть неадекватные парни, иногда, когда они подходят и просят меня сфотографироваться, они кладут руки в неподобающие места слишком низко на моей спине, и мне приходится говорить им, чтобы убрали руку. Бывает раз в две недели. Впервые такое случилось, когда мне было 14 или 15 лет, когда я начала взрослеть, если вы меня понимаете. Обычно "парням" за 40».
В конце апреля 2022 года Элли сообщила, что записывает альбом с собственными песнями в лондонской студии вместе с гитаристом Стивом Гарриганом из Kodaline, альбом будет иметь «акустическое гранж-поп звучание» похожее на Оливию Родриго. Несколько звукозаписывающих компаний Polydor, Sony, Universal, Atlantic и Disney выразили желание подписать контракт, когда Элли исполнится 18 лет.

## Семья
Отца девушки зовут Марк. Также у Элли осталась младшая единоутробная сестра, подробности о которой не разглашаются. В 2016 году Элли покинула начальную школу, после чего учится на дому. Отец записывает и загружает видео на YouTube.

## Дискография

### 2017, альбом «Allie Sherlock» (каверы)
- Beneath Your Beautiful - 2:21[30]
- H.O.L.Y. —  2:43
- Happier —  3:10
- Million Years ago —  3:35
- Let It Go —  3:31
- Lovesong —  3:47
- Perfect —  3:59
- Scars to Your Beautiful —  2:55
- Supermarket Flowers —   2:29
- Too Good at Goodbyes —  3:16

### 2018, сингл
- Gabriel, How Can This Be? (with Niall O'Sullivan feat. John Manners) [Live] —  3:45

### 2020, EP-альбом «Allie Sherlock» (каверы)
- At Last —  3:01
- Million Years Ago —  1:41
- Stay —  3:03
- Because I Had You —  2:23

### 2020, альбом «A Part of Me»
- Hero (Allie Sherlock) - 3:06[31]
- Eternity (Allie Sherlock) - 2:48
- A Thousand Miles (Vanessa Carlton) - 3:59
- Love Runs Out (OneRepublic) - 3:36
- Locked Inside (Allie Sherlock) - 2:39
- When We Were Young (Allie Sherlock) - 2:03
- Shallow (Lady Gaga) - 3:32
- Stuck With U ((Ariana Grande, Justin Bieber) - 3:42
- Power Over Me (Allie Sherlock) - 2:42
- Can't Breathe (Allie Sherlock) - 2:36
- Take My Breath Away (Berlin) - 3:46
- Selfish (Madison Beer) - 3:42

Почти все песни в альбоме написаны самой Элли Шерлок.

### 2023, альбом «Allie»
- Stay - 04:14[35]
- The Joke - 04:00
- Valerie - 03:35
- You Say - 04:28
- Complicated - 03:38
- Feeling Good - 02:50
- If I Ain't Got You - 03:18
- Another Love - 03:42
- Higher - 03:12
- Wicked Game - 02:38
- Hallelujah - 4:10

### Оригинальные песни, не вошедшие в альбомы (уличная запись)
- Love me again (17.09.2017)[36]
- The Night Before (05.02.2018)[37]
- Had It All (31.05.2018)[38]
- High and Low (13.06.2018)[39]
- Equal (19.09.2018)[40]
- Won't Happen Twice (24.09.2018)[41]
- Words (13.10.2018)[42]
- Difficult (19.10.2018)[43]
- Eating me up inside (09.11.2018)[44]
- Speak up (15.11.2018)[45]
- Some People (23.11.2018)[46]
- Walk Away (27.01.2019)[47]
- Cold Dreams (01.03.2019)[48]
- Friends (15.04.2019)[49]
- Be like you (07.05.2019)[50]
- Beautiful (04.07.2019)[51]
- Crazy (11.07.2019)[52]
- My Mind (12.07.2019)[53]
- Reach To The Top (25.07.2019)[54]
- Friendzone (31.07.2019)[55]
- Goodbyes (08.08.2019)[56]
- Overrated (14.08.2019)[57]
- Fake Friends (27.08.2019)[58]
- I Don't know You (08.09.2019)[59]
- Dear Dad (30.08.2019)[60]
- Words Hurt (12.09.2019)[61]
- This Is Us (27.12.2019)[62]
- Help (10.01.2020)[63]
- Love Is Alive (14.01.2020)[64]
- Someday (10.02.2020)[65]
- Behind The Scenes Of A Busker (28.04.2020)[66]
- Vicious (10.07.2020)[67]
- Twenty Four 7 (20.02.2021)[68]
- Without You (29.07.2021)[69]
- Leave me with a Decent Goodbye (13.09.2021)[70]
- Holding Back (18.11.2021)[71]
- и другие[72]